# MenuetOS
MenuetOS (conosciuto anche come MeOS) è un sistema operativo scritto completamente in linguaggio assembly (FASM) da Ville Mikael Turjanmaa per computer con architetture x86 a 64 e 32 bit. Il kernel di MenuetOS include i driver video.
Lo sviluppo di MenuetOS si è focalizzato su di un'implementazione veloce, semplice ed efficiente. Dispone di un desktop grafico, giochi, rete, e occupa solo lo spazio di un floppy disk da 1,44 MB. MenuetOS può essere utilizzato anche come piattaforma per la programmazione assembly.
MenuetOS è stato originariamente creato per le architetture x86 a 32 bit e distribuito sotto licenza GPL. La versione 64-bit, spesso indicata come Menuet 64, può essere utilizzata per imparare la programmazione assembly su architetture a 64-bit. Menuet 64 è freeware ma viene distribuito senza codice sorgente.

## Rete
MenuetOS dispone di primitive di rete, con uno stack TCP/IP funzionante. Buona parte del codice è stato scritto da Mike Hibbet.

## Supporto per linguaggi di alto livello
Anche se lo scopo principale di Menuet è stato quello di creare un ambiente di sviluppo per il linguaggio assembly, è possibile eseguire programmi scritti con linguaggi di programmazione di più alto livello. Il contributo in questo senso più importante è stato il porting delle librerie C a opera di Jarek Pelczar.

## Distribuzioni
Anche se la distribuzione principale a 64 bit è proprietaria, diverse distribuzioni a 32-bit con licenza GPL tuttora esistono, comprese le traduzioni in russo, cinese, ceco e serbo.
Kolibri è probabilmente la distribuzione 32 bit più attiva. La maggior parte degli sviluppatori sono russi. Il cambiamento più visibile in Kolibri è il gestore dei file, chiamato X-Tree. Non tutti i software contenuti nella versione russa della distribuzione sono disponibili anche nella versione inglese.